# Gnophos crenulata
Gnophos crenulata är en fjärilsart som beskrevs av Otto Staudinger 1871. Gnophos crenulata ingår i släktet Gnophos och familjen mätare. Inga underarter finns listade i Catalogue of Life.